# Бішевське сільське поселення (Урмарський район)
Бі́шевське сільське поселення (рос. Бишевское сельское поселение) — муніципальне утворення у складі Урмарського району Чувашії, Росія. Адміністративний центр — присілок Бішево.
Станом на 2002 рік існували Бішевська сільська рада (присілки Бішево, Ойкаси, Шутнербосі) та Шибулатівська сільська рада (присілки Буртаси, Шибулати).

## Населення
Населення — 731 особа (2019, 896 у 2010, 1072 у 2002).

## Склад
До складу поселення входять такі населені пункти:
| Населений пункт      | Населення, осіб (2002) | Населення, осіб (2010) |
| -------------------- | ---------------------- | ---------------------- |
| Бішево, присілок     | 452                    | 348                    |
| Буртаси, село        | 28                     | 19                     |
| Ойкаси, присілок     | 120                    | 113                    |
| Шибулати, присілок   | 337                    | 275                    |
| Шутнербосі, присілок | 135                    | 141                    |